# Lough Ennell
Il Lough Ennell (irlandese Loch Ainninn) è un lago dell'Irlanda, situato vicino alla città di Mullingar.
Il lago è di forma ovale, lungo circa 8 km per 4 km di larghezza, con una profondità limitata che non supera gli 8 metri. Vi si pratica con successo la pesca della trota: il record della trota più grande pescata nel paese (11,5 kg) appartiene proprio al Lough Ennell.
Il fiume che attraversa il lago è il Brosna, un affluente dello Shannon: si immette nel lago da nord, il lato di Mullingar, e ne esce alla sua estremità sud, presso Lilliput, nome dato alla località in onore dello scrittore irlandese Jonathan Swift, che vi avrebbe abitato durante una visita nella regione. Lilliput è un regno ne I viaggi di Gulliver.